# Liste der höchsten Aussichtsplattformen in Europa

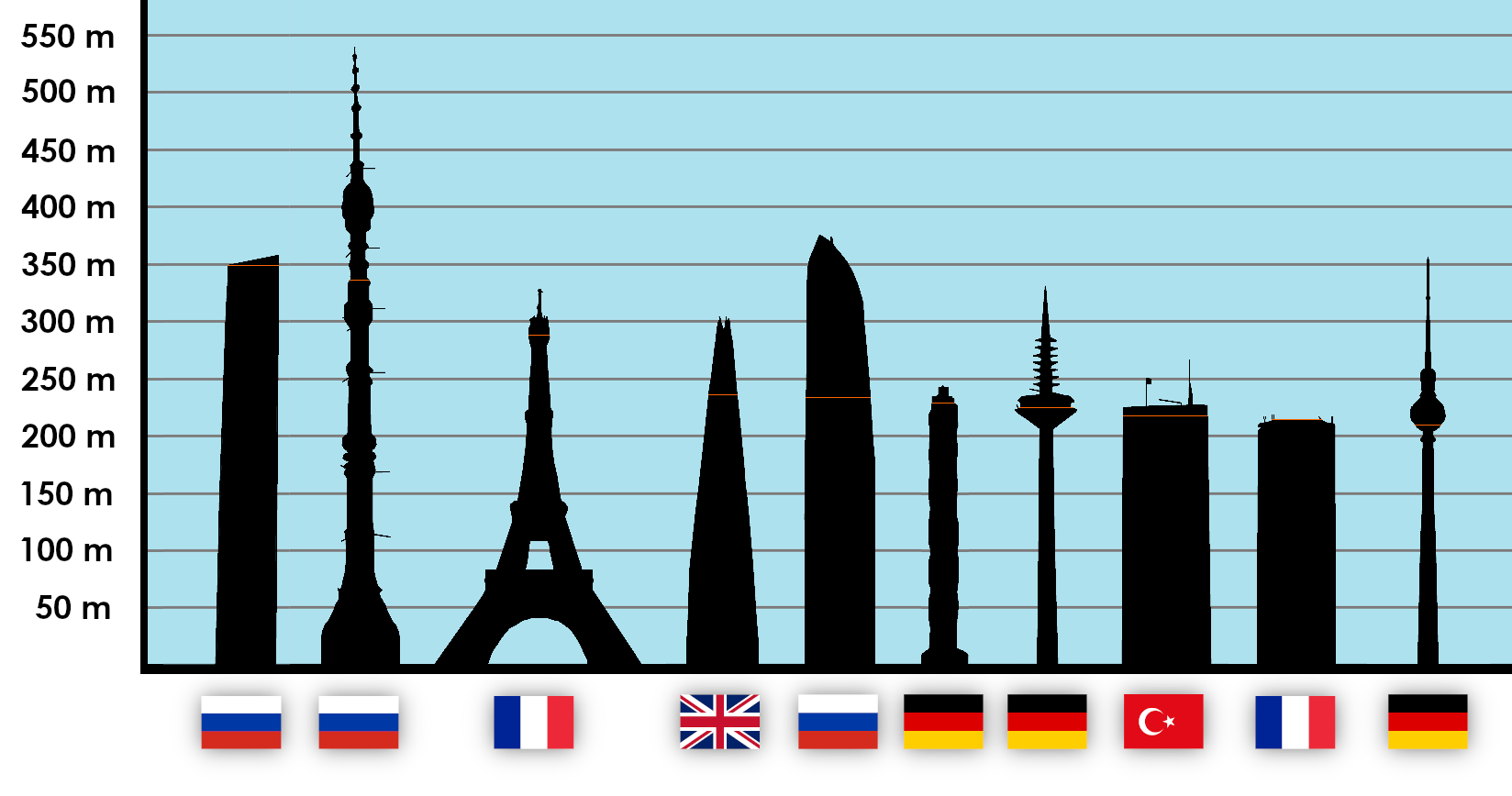
Höchste Aussichtsplattformen Europas, Staudämme und Brücken ausgenommen.

Die Liste der höchsten Aussichtsplattformen in Europa enthält die am höchsten auf einem Bauwerk (vom Boden aus gemessen) gelegenen Aussichtsplattformen in Europa. Sie enthält auch Brücken und Staudämme, sofern diese Bauwerke für die Öffentlichkeit zugänglich sind und im Fall von Brücken ihre Maximalhöhe von der Höhe der Brückenpfeiler und nicht ausschließlich von der Topographie vorgegeben ist.
Die Liste enthält keine Luftseilbahnen, da deren maximale Höhe über dem Boden häufig von der Topographie abhängt (die höchste Seilbahnstütze der Welt, der Pfeiler der 3. Sektion der Gletscherbahn Kaprun III ist mit einer Höhe von 113,6 Metern niedriger als die Höhe der
Aussichtsplattformen vieler Fernsehtürme).
Anmerkung: Die Tabellenspalten sind sortierbar, dazu dienen die Symbole bei den Spaltenüberschriften. In der Ausgangsansicht sind die Bauwerke nach Plattformhöhe (absteigend), bei gleicher Höhe nach Gesamthöhe (absteigend), dann nach Name des Bauwerks (aufsteigend) sortiert.
| Bauwerk               | Jahr der Fertigstellung | Bauwerkstyp              | Land                   | Ort               | Gesamthöhe des Bauwerks (m) | Höhe der höchsten für Besucher zugänglichen Aussichtsplattform (m) | Bemerkungen |
| --------------------- | ----------------------- | ------------------------ | ---------------------- | ----------------- | --------------------------- | ------------------------------------------------------------------ | --- |
| Oko Tower 1           | 2015                    | Hochhaus                 | Russland               | Moskau            | 353,6                       | 353,6                                                              | Höchste Aussichtsplattform Europas – offen |
| Ostankino-Turm        | 1967                    | Fernsehturm (Stahlbeton) | Russland               | Moskau            | 540                         | 340                                                                | |
| Grande Dixence Damm   | 1961                    | Staudamm                 | Schweiz                | Hérémence         | 285                         | 285                                                                | |
| Eiffelturm            | 1889                    | Stahlfachwerkturm        | Frankreich             | Paris             | 325                         | 280                                                                | |
| Viaduc de Millau      | 2004                    | Brücke                   | Frankreich             | Millau            | 343                         | 270                                                                | |
| Vajont-Staumauer      | 1961                    | Staudamm                 | Italien                | Erto e Casso      | 261,6                       | 261,6                                                              | Der Staudamm ist, seitdem ein Erdrutsch den Stausee am 9. Oktober 1963 zuschüttete, ungenutzt                                                                                   |
| Lac de Mauvoisin Damm | 1957                    | Staudamm                 | Schweiz                | Fionnay           | 250                         | 250                                                                | Erhöhung um 13 Meter |
| The Shard             | 2012                    | Hochhaus                 | Vereinigtes Königreich | London            | 306                         | 243                                                                | |
| Federazija            | 2008                    | Hochhaus                 | Russland               | Moskau            | 252                         | 235                                                                | |
| TK Elevator Testturm  | 2017                    | Aufzugstestturm          | Deutschland            | Rottweil          | 246                         | 232                                                                | Höchste Aussichtsplattform Deutschlands; Gebäude mit 12 Aufzugschächten, Büro- und Konferenzräumen (Aussichtsplattform seit 13. Oktober 2017 für die Öffentlichkeit zugänglich) |
| Europaturm            | 1979                    | Fernsehturm (Stahlbeton) | Deutschland            | Frankfurt am Main | 337,5                       | 227                                                                | Beide Besuchergeschosse der Turmkanzel sind seit 1999 wegen nicht mehr erfüllter Brandschutzanforderungen geschlossen.                                                          |
| Istanbul Sapphire     | 2006                    | Hochhaus                 | Türkei                 | Istanbul          | 262                         | 225                                                                | |
| Luzzone Damm          | 1963                    | Staudamm                 | Schweiz                | Olivone           | 225                         | 225                                                                | 1997/98 Erhöhung um 17 Meter |
| Mratinje-Talsperre    | 1975                    | Staudamm                 | Montenegro             | Mratinje          | 220                         | 220                                                                | |
| Verzasca Damm         | 1965                    | Staudamm                 | Schweiz                | Tenero-Contra     | 220                         | 220                                                                | |
| Tour Montparnasse     | 1972                    | Hochhaus                 | Frankreich             | Paris             | 209                         | 209                                                                | |
| Berliner Fernsehturm  | 1969                    | Fernsehturm (Stahlbeton) | Deutschland            | Berlin            | 368                         | 204                                                                | |
| Almendra-Talsperre    | 1970                    | Staudamm                 | Spanien                | Almendra          | 202                         | 202                                                                | |
| Main Tower            | 1999                    | Hochhaus                 | Deutschland            | Frankfurt am Main | 240                         | 200                                                                | |
| Kölnbreinsperre       | 1979                    | Staudamm                 | Österreich             | Maltatal          | 200                         | 200                                                                | |
| Olympiaturm           | 1968                    | Fernsehturm              | Deutschland            | München           | 291                         | 192                                                                | |

## Rekorde
- Höchste Aussichtsplattform der Welt: Shanghai Tower, Shanghai, 561 Meter
- Höchste Aussichtsplattform in Europa: Ostankino-Turm, Moskau, 340 Meter
- Höchste Aussichtsplattform im EU-Gebiet: Eiffelturm, Paris, 276 Meter
- Höchste Aussichtsplattform im Vereinigten Königreich: The Shard, London, 243 Meter
- Höchste Aussichtsplattform in Deutschland: TK-Elevator-Testturm, 232 Meter
- Höchste Aussichtsplattform in Österreich: Donauturm, Wien, 169,4 Meter (obere Restaurantebene). Streng genommen ist der Weg auf der Krone der Kölnbreinsperre die höchste Aussichtsplattform in Österreich, denn er erreicht eine maximale Höhe von 200 Metern über Grund. Die 3S-Bahn in Kitzbühel erreicht im Verlauf ihrer Fahrt eine Höhe von bis zu 400 Metern über dem Boden.
- Höchste Aussichtsplattform in der Schweiz: Hammetschwand-Lift, Luzern, 118 Meter (an den Hang angeflanschte Konstruktion). Höchste Aussichtsplattform auf freistehendem Bauwerk: Fernsehturm Mont Pèlerin, Mont Pèlerin, 64,3 Meter. Streng genommen ist der Weg auf der Krone des Grand Dixence-Damms die höchste Aussichtsplattform in der Schweiz, denn er erreicht eine maximale Höhe von 285 Metern über Grund.